# Astacilla axeli
Astacilla axeli là một loài chân đều trong họ Arcturidae. Loài này được Castelló miêu tả khoa học năm 1992.